# Юве Стабія
Футбольний клуб «Юве Стабія» (італ. Juve Stabia) — італійський футбольний клуб з міста Кастелламмаре-ді-Стабія, розташованого в регіоні Кампанія.

## Історія
Клуб було засновано 19 березня 1907 року. У 1930 році клуб змінив назву, а влітку 1933 року оголосив про банкрутство.
Нове відродження команди відбулось одразу влітку 1933 року.
У сезоні 1951–52 клуб виступав у Серії B, а наступного року його було визнано банкрутом.
У 1953 році другий клуб міста, заснований у 1945 році, стає головною командою і успадковує спортивні традиції колишнього клубу. У 2001 році клуб оголосив про банкрутство.
Влітку 2002 року підприємець Паоло Д'Арко придбав спортивні права на  Серію D та перейменував команду, з літа 2003 року сучасна назва клубу. «Юве Стабія» в період з 2004 по 2010 роки виступає в нижчих дивізіонах Італії. У сезоні 2011–12 років дебютує в Серії B, де проводить три сезони після чого знову вибуває до Серії C. 
У сезоні 2023–24 посідає перше місце та повертається до Серії B після десятирічної перерви.
Найвище досягнення в Кубку Італії вихід в четвертий раунд в сезоні 2012—2013 років. 

## Досягнення
Серія C
- Переможець (2): 1950–51, 2018-2019

Лега Про Пріма Дівізіоне
- Переможець (1): 2010–11

Лега Про Секонда Дівізіоне
- Переможець (2): 1992–93 (Серія C2), 2009–10

Серія D
- Переможець (4): 1971–72, 1978–79, 1990–91, 2003–04

Кубок італійської Серії C
- Володар (1): 2010–11